# 唐津市立長松小学校
唐津市立長松小学校（からつしりつ ながまつしょうがっこう）は佐賀県唐津市神田にある公立小学校。

## 概要
歴史
1875年（明治8年）に「松原小学校 神田分校」として創立。数回の改組・改称を経て、1947年（昭和22年）の学制改革で現校名となる。
校章
校名の「長」の文字を置いている。
校歌
1975年（昭和50年）に創立100周年を記念して制定された。歌詞は3番まであり、各番に校名の「長松校」が登場する。
通学区域
住所表記で唐津市の後に「熊原町、菜畑（西菜畑の一部、南菜畑）、町田一丁目、町田二丁目、町田三丁目、神田、見借、旭が丘」が続く地域）。
中学校区は唐津市立第一中学校。

## 沿革
- 1875年（明治8年）9月 - 上神田観音堂を仮校舎として「松原小学校 神田分校」（神田の読みは「こうだ」）が創立。下等小学を開設。
  - 後に唐津藩倉庫跡に移転。神田御山に校舎を新築。
- 1876年（明治9年）4月 - 「舞鶴小学校 神田分校」に改称。
- 1883年（明治16年）4月 - 「公立上等唐津小学校 神田分校」に改称。初等・中等の授業を開始。
- 1886年（明治19年）- 「尋常唐津小学校 神田分校」に改称。尋常科（4年制）を設置。
- 1892年（明治25年）5月 - 尋常唐津小学校から分離の上、「長松尋常小学校」として独立。大字神田144番地に校舎を新築。
  - この際、尋常唐津小学校の分校であった見仮分校（みるかり）と妙見分校（みょうけん）を統合。2学級編成とする。
- 1896年（明治29年）9月 - 大字大島に大島分校（1学級）を設置。
- 1900年（明治33年）9月 - 2学級を増設し、本校の学級は4学級となる。
  - 妙見分校（3学級）を新設し、これに大島分校を統合。一の坂尋常小学校を統合し、竹木場分校（3学級）とする（所在地:大字竹木場575番地）。
- 1901年（明治34年）7月 - 妙見分校が分離の上、妙見尋常小学校として独立。
- 1902年（明治35年）
  - 4月 - 高等科（4年制）を併置の上、「長松尋常高等小学校」に改称。
  - 8月 - 長松農業補習学校を併置。
- 1907年（明治40年）4月 - 小学校令の改正により、尋常科の修業年限（義務教育年限）が6年に延長される。これにより、尋常科6年制、高等科2年制となる。
- 1908年（明治41年）4月 - 長松農業補習学校を廃止。
- 1909年（明治42年）11月 - 平屋建て校舎を増築。
- 1912年（明治45年）4月 - 竹木場分校が分離の上、竹木場尋常小学校として独立。
- 1916年（大正5年）4月 - 西唐津尋常小学校に高等科が併置されたことにより、西唐津地区の高等科児童を分離。
- 1923年（大正12年）3月 - 北校舎を増築。
- 1932年（昭和7年）1月1日 - 市制施行により唐津市が発足。
- 1934年（昭和9年）4月 - 唐津市内の高等科が唐津高等小学校1校に集約されたことにより、「長松尋常小学校」に（再）改称。
- 1941年（昭和16年）4月1日 - 国民学校令の施行により、「唐津市長松国民学校」に改称。尋常科を初等科に改める。
- 1947年（昭和22年）4月1日 - 学制改革により、「唐津市立長松小学校」に改称。
- 1948年（昭和23年）7月 - 学校給食を開始。
- 1950年（昭和25年）10月 - 運動場を拡張。
- 1951年（昭和26年）- 学校図書館が発足。学校給食を中止。
- 1959年（昭和34年）4月 - 学校給食を再開。
- 1968年（昭和43年）12月 - 校舎改築のため、プレハブ校舎に移転。
- 1969年（昭和44年）
  - 4月1日 - 特殊学級（知的）を設置。
  - 9月 - 新校舎が完成し、移転を完了。
- 1972年（昭和47年）7月 - プールが完成。
- 1973年（昭和48年）3月 - 屋内運動場が完成。
- 1975年（昭和50年）11月 - 創立100周年記念式典を挙行。校歌を制定。
- 1981年（昭和56年）3月 - 校舎を増築。
- 1991年（平成3年）4月1日 - 唐津市立成和小学校新設のため、通学区域を一部改訂。
- 1994年（平成6年）
  - 1月 - 長松地下道が完成。
  - 2月 - 体育館の大規模改修を実施。
  - 10月 - パソコン教室を新設。
- 1996年（平成8年）
  - 5月 - プールの改修工事を実施。
  - 6月 - 放課後児童クラブを開設。
- 1997年（平成9年）4月 - 特殊学級（情緒）を新設。
- 1998年（平成10年）3月 - 小プールが完成。
- 2001年（平成13年）7月 - 校舎大規模改修のため、仮校舎に移転。
- 2001年（平成13年）から2003年（平成15年）にかけて校舎の大規模改修工事が行われる。
- 2005年（平成17年）- 運動場を拡張。
- 2007年（平成19年）4月 - 特別支援学級（情緒）を廃止し、特別支援学級（肢体不自由）を設置。
- 2014年（平成26年）4月 - 学校運営協議会（コミュニティスクール）を本格実施。

## アクセス
最寄りの鉄道駅
- JR九州 唐津線「唐津駅」

最寄りのバス停
- 昭和バス 「長松校前」バス停

最寄りの幹線道路
- 国道204号
- 佐賀県道33号唐津肥前線

## 周辺
- 長松保育園
- 唐津市立第一中学校
- 佐賀県立唐津南高等学校
- 町田（ちょうだ）川

## 参考資料
- 「唐津市史」（1962年（昭和37年）8月, 唐津市史編纂員会）p. 1181
- 「母校百年史 唐津小学校 志道小学校 大成小学校」（1976年（昭和51年）3月31日, 旧唐津小学校百周年記念事業実行委員会）

## 関連事項
- 佐賀県小学校一覧